# 폰트프랙트

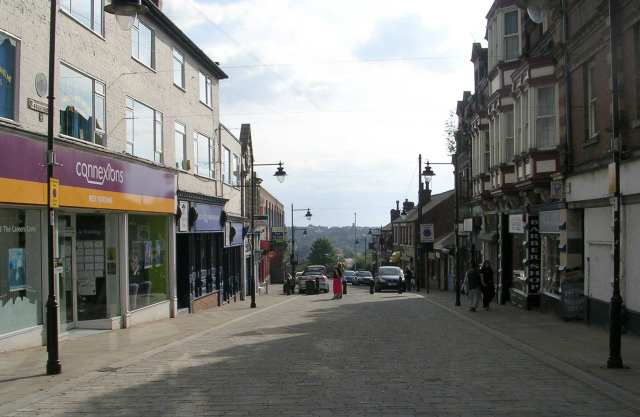
폰트프랙트

폰트프랙트(Pontefract)는 잉글랜드 웨스트요크셔주의 도시로, 인구는 30,000명이다.